# Паметник на плодородието (Габрово)
Паметникът на плодородието е един от символите на Габрово, изграден през 1966 г. Според легендата заможните чорбаджии предлагат откуп за спасяването на града от турско клане. Наред с парите турците пожелали и българско момиче да премине през града голо на бял кон.
Скулптурната композиция няма статут на паметник на културата нито от местно, нито от национално значение.

## Местоположение
Намира се на входа на Габрово откъм Севлиево.

## Имена
Монументът е известен в наши дни като „Паметникът на плодородието“, „Паметникът на изобилието“ или просто „Коня“. Официално архитектът Кандулков нарича обекта навсякъде с обобщаващото название „Художествено оформление на входа на Габрово откъм Севлиево“. В картона на паметника в картотеката на бившето общинско предприятие „Делта Х“ паметникът е записан като „Кон с жена“. В книгата „Кварталите на Габрово“ на Даниела Цонева и Момчил Цонев авторите назовават паметника като „Мащабна скулптурна композиция на жена върху кон“. В Държавна агенция „Архиви“ – Габрово е описан така: „Входът на Габрово откъм Севлиево – Жената върху коня, бял врачански камък, 1966 г.“.

## Авторски колектив
Авторският колектив включва арх. Карл Кандулков – проектант на монумента и професор Любен Димитров – скулптор.
Направената архитектурна скица на арх. Кандулков е с дата 28.08.1968 г.

## Композиция
Паметникът на плодородието е пластична композиция с надпис „Габрово“, изпълнен с бял врачански камък. Представлява гола жена яздеща кон, която в ръце държи герба на Габрово. Узрелите гроздове и лозниците в краката на коня символизират изобилие и плодородие.
Скулпторът ѝ – професор Любен Димитров, се е подписал с името си и годината на изграждане – 1966-та.

## Легенди
Легендата разказва, че в годините, когато България пада под османско владичество, един от главнокомандващите турската армия стига до Габрово. Тогавашните селца на това място били управлявани от чорбаджии. Един от тях помолил пашата да му плащат налога, но да ги оставят на мира и да не строят конак. Пашата се съгласил, но при едно условие: хубавата дъщеря на владиката да мине гола на бял кон пред цялата армия. Било изпълнено и така, според легендата, града избегнла турската армия да влезе в града и да строи конак.
Има различни версии на легендата. За събитията от 1798 година е отразено когато капудан Хюсеин паша опожарява Габрово или в дните на Априлското въстание, когато габровският бинбашия убеждава дошлия от Казанлък с войска Селими паша да не пали града. Възможно е и да е след 1876 г., когато габровци дават огромен откуп на Фазлъ паша, дошъл в Габрово да опожари града след разгрома на четата на поп Харитон и даскал Бачо Киро при Дряновския манастир. Според друга версия, към идващите орди било изпратено голо момиче изцапано с катран, което да излъже, че идва от чумаво село, с което да избави съселяните си.

## Сходен паметник
Сходна композиция, но с облечена жена на кон, се намира на 17 км разстояние – на входа на Дряново (преди моста от страната на Царева ливада). Тя също е дело на проф. Любен Димитров. Легендата гласи, че българка от Дряново отказала да влезе в харема на знатен турчин и той я принудил да премине гола през целия град, яхнала кон.